# Streblocera gibba
Streblocera gibba är en stekelart som beskrevs av De Saeger 1946. Streblocera gibba ingår i släktet Streblocera och familjen bracksteklar. Inga underarter finns listade i Catalogue of Life.